# Michael Studemund-Halévy

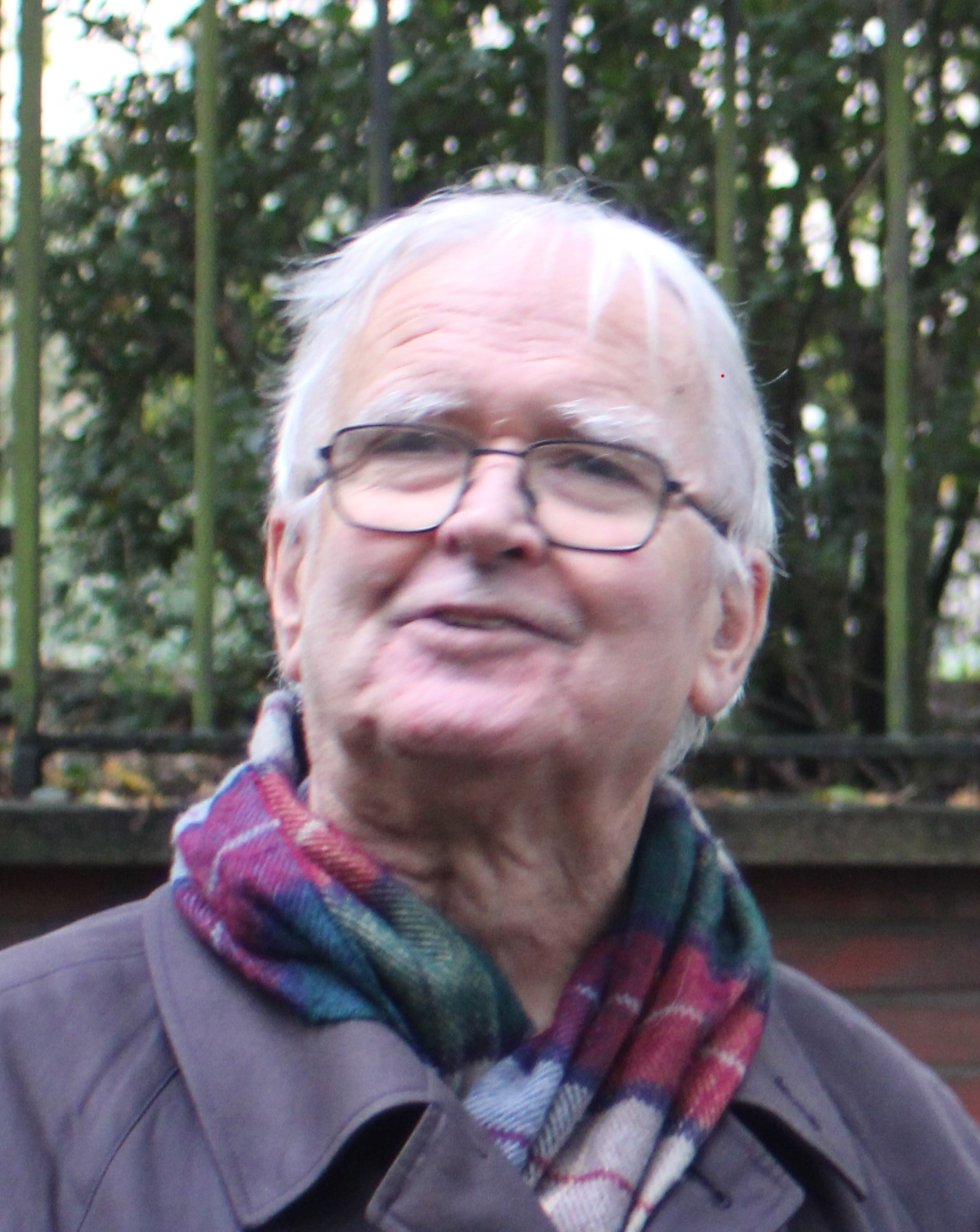
Michael Studemund-Halévy auf dem Jüdischen Friedhof Altona

Michael Studemund-Halévy (* 9. März 1948 in Hamadzija,  Aserbaidschanische SSR) ist ein deutscher Sprachwissenschaftler, Autor und Übersetzer.

## Leben und Wirken
Michael Studemund-Halévy studierte in Bukarest, Lausanne, Lissabon, Perugia und Hamburg Allgemeine und Vergleichende Sprachwissenschaft, Psycholinguistik, Romanistik, Balkanlinguistik und Orientalistik. Neben Tätigkeiten als wissenschaftlicher Mitarbeiter am Institut für die Geschichte der deutschen Juden (IGdJ, Hamburg) und am Centre for the Study of Manuscript Cultures (Universität Hamburg) ist er Gründer und Leiter der International Sefardic Summer University an der Moses Mendelssohn Akademie (Halberstadt) und war Lehrbeauftragter für Judenspanisch an den Universitäten Potsdam, München, Köln und Hamburg. Von 2010 bis 2018 war er Eduard-Duckesz-Fellow der Hermann Reemtsma Stiftung (Hamburg). Er ist ferner Herausgeber der sefardischen Buchreihe LA BOZ DE BULGARIA (Barcelona) sowie Redaktionsmitglied der Zeitschriften DAROM (Granada), Romanistik in Geschichte und Gegenwart (Trier), LADINAR (Bar IIan), El Prezente (Beer Sheva), und des European Journal of Jewish Studies (Madrid).

## Ehrungen
- 2013: Prix de la recherche des Centre Alberto Benveniste (Paris) für sein Lebenswerk
- 2013: Premio El Amaneser der sephardischen Zeitung El Amaneser (Istanbul) für seine Verdienste um das kulturelle Erbe und die Sprache der Sepharden
- 2018: Shofar-Preis der Jüdischen Gemeinde Sofia für seine Verdienste um die Erforschung der Juden in Bulgarien
- 2018: Ehrenurkunde der Universität Belgrad für Verdienste um das Judenspanische und den Studentenaustausch mit der Universität Belgrad

## Festschrift
- Caminos de Leche y Miel. Jubilee Volume in Honor of Michael Studemund-Halévy. Vol. 1: Harm den Boer und Anna Menny (Hg.), History and Culture, Barcelona 2018: Tirocinio, 415 S., ISBN 978-84-942925-7-6; Vol. 2: David Bunis, Corinna Deppner und Ivana Vucina Simovici (Hg.), Language and Literature, Barcelona 2018: Tirocinio, 538 S., ISBN 978-84-942925-8-3.

## Schriften

### Als Autor / Buch
- Language and Psychiatry. Peter Lang, Bern 1975.
- Bibliographie zum Judenspanischen. Helmut Buske, Hamburg 1975.
- Portugal. Artemis Verlag, München 1991, ISBN 3-7608-0806-9.
- Portugal. dtv, München 1993, ISBN 3-423-03766-0.
- Bibliographie zur Geschichte der Juden in Hamburg. Saur, München / New York 1994, ISBN 3-598-11178-9.
- mit Jürgen Faust: Betahaim. Sefardische Friedhöfe in Schleswig-Holstein. Glückstadt 1997.
- A Jerusalém do Norte. Hamburg Staatliche Pressestelle der Freien und Hansestadt Hamburg, Hamburg 1999.
- Biographisches Lexikon der Hamburger Sefarden. Christians, Hamburg 2000, ISBN 3-7672-1293-5.
- mit Gaby Zürn: Zerstört die Erinnerung nicht. 3. Auflage. Dölling und Galitz, Hamburg 2010, ISBN 978-3-937904-05-4.
- Abraham Galante: Rinyo o el Amor salvaje. Ed. critica, Tirocinio, Barcelona 2010, ISBN 978-84-935671-4-9.
- Ladino kerido mio. Judenspanische Literatur im 20. Jahrhundert. Dölling und Galitz, Hamburg 2003, ISBN 3-935549-54-7.
- Portugal in Hamburg. Ellert & Richter, Hamburg 2007, ISBN 978-3-8319-0267-5.
- mit Gaelle Collin: Entre dos Mundos. Catálogo de los impresos búlgaros en lengua sefardí (siglos XIX y XX). Tirocinio, Barcelona 2007, ISBN 978-84-930570-9-1.
- Im Jüdischen Hamburg. Ein Stadtführer von A bis Z. Dölling und Galitz Verlag, Hamburg 2011, ISBN 978-3-937904-97-9.[4]
- mit Gil Hüttenmeister, Eberhard Kändler: Der Grindel-Ersatzfriedhof auf dem jüdischen Friedhof Ohlsdorf-Ilandkoppel. Hanseatischer Merkur, Hamburg 2013, ISBN 978-3-922857-59-4.
- mit Anna Menny: Ort und Erinnerung. Ein historischer Streifzug durch das Jüdische Hamburg von 1930. ConferencePoint Verlag, Hamburg 2013, ISBN 978-3-936406-43-6.
- Moses Wessely. Ein Aufklärer aus Altona. Hentrich & Hentrich, Berlin 2020, ISBN 978-3-95565-413-9.
- Eduard Duckesz. Ein Rabbiner in Altona. Jüdische Miniaturen Bd. 267, Berlin-Leipzig 2020, Hentrich & Hentrich Verlag, ISBN 978-3-95565-426-9.
- The Marketing of a Life; The Young Turk and Zionist Santo Bey de Semo (1878–1950) and his Drama Don Isaac, La Boz de Bulgaria, vol. 5, Barcelona 2021, Tirocinio, ISBN 978-84949-9906-2.
- Die Cassutos. Portugiesen aus Hamburg, Rabbiner, Übersetzer, Bibliophile, Musiker. Hentich & Hentrich, Jüdische Miniaturen Bd. 280, Berlin-Leipzig 2021, ISBN 978-3-95565-489-4.
- Sabbatai Zwi. Ein Messias für Hamburg. Heinrich & Hentrich, Jüdische Miniaturen Bd. 295, Berlin Leipzig 2022, ISBN 978-3-95565-533-4.
- Der Hamburger Portugiesenfriedhof. Ein Weltkulturerbe. Heinrich & Hentrich, Jüdische Miniaturen Bd. 305, Berlin Leipzig 2023, ISBN 978-3-95565-582-2.
- Dr. Semuel da Silva gegen Uriel da Costa. Ein Hamburger Streit um die Unsterblichkeit der Seele, Jüdische Miniaturen Bd. 313, Berlin-Leipzig 2024, ISBN 978-3-95565-600-3.
- EL Conde desembarca en Estambul. Eliya R. Carmona y su versión de El Conde de Montecristo. Barcelona 2024, Tirocinio, ISBN 978-84-126518-5-0

### Als Herausgeber
- mit Harald Haarmann: Festschrift Wilhelm Giese. Buske, Hamburg 1972.
- mit Hans-Josef Niederehe, Harald Haarmann, José Maria Navarro: Festschrift Hans-Karl Schneider. Buske, Hamburg 1975.
- Die Sefarden in Hamburg. Zur Geschichte einer Minderheit. Die Grabinschriften des Portugiesenfriedhofs an der Königstraße in Hamburg. Band 1, Buske, Hamburg 1994, ISBN 3-87548-048-1; Band 2. 1997, ISBN 3-87548-099-6.
- mit Andreas Brämer und Stefanie Schüler-Springorum: Aus den Quellen. Festschrift Ina S. Lorenz. Dölling und Galitz, Hamburg 2005, ISBN 3-937904-09-3.
- Matilda Koen-Sarano: Kon Bayles i Kantes. Ed. critica. Berlin 2008, ISSN 0177-7750.
- Abraham Galante: Rinyo o el Amor salvaje. Ed. critica, Tirocinio, Barcelona 2010, ISBN 978-84-935671-4-9.
- mit Winfried Busse: Lexicología y lexicografía judeo-españolas. (Sefardica Band 5). Peter Lang, Bern 2011, ISBN 978-3-0343-0359-0.
- mit Ina S. Lorenz: Otto Quirin. Hamburger Jüdische Portraits. ConferencePoint, Hamburg 2012, ISBN 978-3-936406-38-2.
- mit Christian Liebl, Ivana Vucina Simovici: Sefarad an der Donau. Lengua y literatura sefardíes en tierras de los Habsburgo. Tirocinio, Barcelona 2013, ISBN 978-84-940083-2-0.
- Sefarad in Österreich-Ungarn. In: Transversal. XIII, 2, 2012, ISSN 1607-629X.
- Hamburg. Jerusalem of the North. In: Transversal. XIV, 2, 2013, ISSN 1607-629X
- La Boz de Bulgaria, vol. 1. Bukyeto de tekstos en lingua sefardí. Livro de lektura para estudyantes: Teatro (mit Gaelle Collin). Tirocinio, Barcelona 2014, ISBN 978-84-940083-7-5.
- Lines and stripes. Beauty as Such, Frankfurt am Main 2015, ISBN 978-3-00-048677-7.
- La Boz de Bulgaria, vol. 2. Bukyeto de tekstos en lingua sefardí. Livro de lektura para estudyantes: Novelas (mit Ana Stulic). Tirocinio, Barcelona 2015, ISBN 978-84-942925-1-4.
- A Sefardic Pepper-Pot in the Caribbean. Tirocinio, Barcelona 2016, ISBN 978-84-942925-5-2.
- La Boz de Bulgaria, vol. 3: Aharon Menahem, Abarbanel (mit Agnieszka August-Zarebska). Tirocinio, Barcelona 2020, ISBN 978-84-949990-2-4.
- La Boz de Bulgaria, vol. 4: Benjamin Barbé, La Deskonsolada (mit Doga Filiz Subasi). Tirocinio, Barcelona 2021, ISBN 978-84-949990-4-8.
- La Boz de Bulgaria, vol. 6: Dos cuentos sefardíes de Ruse (mit Doga Filiz Subasi). Tirocinio, Barcelona 2023, ISBN 978-84-126518-0-5.
- Sefarad en transliteración. Liber discipulorum et Liber amicorum en honor a Pilar Romeu Ferré (mit Doga Filiz Subasi und Tania Maria García Arévalo). Tirocinio, Barcelona 2023, ISBN 978-84-126518-2-9.

### Als Übersetzer
- Mario und Gabriella Ruggieri: Vulkane. Aus dem Italienischen. Tessloff, Hamburg 1979, ISBN 3-7886-0854-4.
- Paul Tessa: Louis Comfort Tiffany. Aus dem Englischen. Xenos, Hamburg 1988, ISBN 3-8212-0805-8.
- David Bellingham: Vergangen und Versunken. Eine illustrierte Einführung in die griechische Mythologie. Aus dem Englischen. Xenos, Hamburg 1990, ISBN 3-8212-0910-0.
- John Grant: Die Wikinger. Kultur und Mythen. Aus dem Englischen. Taschen, Köln 2008, ISBN 978-3-8365-0275-7.
- Katja Krafft: Vulkane. Aus dem Französischen. Tessloff, Hamburg 1985, ISBN 3-7886-0482-4.
- David Bellingham: Die Griechen : Kultur und Mythen. Aus dem Englischen. Taschen, Köln 2008.
- William Hardy: Jugendstil. Aus dem Englischen. Xenos, Hamburg 1997, ISBN 3-8212-0729-9.
- Arie van de Lemme: Art deco. Aus dem Englischen. Xenos, Hamburg 1987, ISBN 3-8212-0728-0.
- Brian Bell (Hrsg.): Marokko. apa guides, aus dem Englischen, Berlin 1990, ISBN 3-575-21304-6 (Mitübersetzer)